# 순천 송광사 천자암 쌍향수(곱향나무)
순천 송광사 천자암 쌍향수(곱향나무)는 전라남도 순천시 송광사 천자암에 있는 곱향나무(학명: Juniperus communis var. saxatilis)이다. 대한민국의 천연기념물 제88호로 지정되어 있다. 옛 이름은 ‘송광사의 곱향나무 쌍향수’였는데, 2008년 4월 변경되었다.

## 개요
향나무는 우리나라 중부 이남을 비롯해 울릉도와 일본에 분포하고 있다. 강한 향기를 지니고 있어 제사 때 향료로 쓰이거나 정원수, 공원수로 많이 심는 나무이다.
송광사의 곱향나무 쌍향수는 나이가 약 800살 정도로 추정되며, 높이 12.0m, 가슴높이 둘레 4.10m, 3.30m이다. 두 그루가 쌍으로 나란히 서 있고 줄기가 몹시 꼬인 신기한 모습을 하고 있다.
전설에 의하면, 고려시대에 보조국사(普照國師)와 담당국사(湛堂國師)가 중국에서 돌아올 때 짚고 온 향나무 지팡이를 이곳에 나란히 꽂은 것이 뿌리가 내리고 가지와 잎이 나서 자랐다고 한다. 담당국사는 왕자의 신분으로 보조국사의 제자가 되었는데, 나무의 모습이 한 나무가 다른 나무에 절을 하고 있는 듯하여 예의바른 제자와 스승의 관계를 나타내는 모습이라고 말하기도 한다. 또한 한손으로 밀거나 여러 사람이 밀거나 한결같이 움직이며, 나무에 손을 대면 극락(極樂)에 갈 수 있다는 전설이 있어 이곳을 찾는 사람이 많다고 한다.
송광사의 곱향나무 쌍향수는 앞에서 설명한 전설과 기이한 모습을 가진 오래된 나무로서 문화적·생물학적 가치가 높아 천연기념물로 지정·보호하고 있다.

## 문학 속 곱향나무 쌍향수
| “ | 서로 부둥켜안고 칠팔백 년은 족히 살아왔건만 천연기념물 88호 송광사 천자암의 쌍향수 가까이 실눈 뜨고 살펴보면 온몸을 꽈배기처럼 88 꼬면서도 알몸의 살갗 하나 닿지 않았다 … | ” |
|   | — 이원규. 〈운우지정〉,《강물도 목이 마르다》(실천문학사, 2008) |   |

## 참고 문헌
- 문화재청, 《문화재이야기여행 천연기념물 100선 보관됨 2016-08-28 - 웨이백 머신》, pp162-167, 2016-03-31
- 이 문서에는 문화재청에서 공공누리 제1유형으로 배포된 자료를 바탕으로 한 내용이 포함되어 있습니다.

## 참고 자료
- 순천 송광사 천자암 쌍향수(곱향나무) - 국가유산청 국가유산포털
- 송광사의 곱향나무 쌍향수 - 문화재청
- 송광사의 곱향나무 쌍향수 보관됨 2007-09-29 - 웨이백 머신 - 남북의 천연기념물